# 24耐環島
24耐環島，臺灣的機車騎士所流傳的活動。是指24小時完成機車在臺灣島環島一圈。

## 起源與風行
24耐環島並非正式賽事，大多為學生同儕之間相約出遊的挑戰活動。傳說其語源可能仿自日語，源自簡稱「鈴鹿8耐」、「8耐」的日本最盛大機車賽事ー鈴鹿8小時耐力賽（鈴鹿8時間耐久ロードレース）。在揉合之下產生此一新名詞。但最早24耐環島於1965年早於1978年的鈴鹿8耐，也早於1970年的紐柏林24耐。
在機車論壇中，1999年已有24耐一詞出現，並有許多大學摩托車社團如東吳機研、成大機研等爭相挑戰。由於繞行臺灣環島公路一周近千公里，且機車無法使用高速公路及部份快速道路縮短時間，以機車環島即大約需要24小時，故而得名。
台灣最早的24耐環島紀錄完成者，是嘉義縣水上鄉塗溝村的呂慶安，於1984年完成。
2007年10月，賴銘堃完成以車齡10年的50cc輕型機車（俗稱小綿羊）環島，耗時24小時16分鐘，里程1,021公里。在網路上發表後造成轟動，被認為是24耐的開端。
2022年由郭彧佐以125cc重型機車，以16小時完成環島。，使得環島出現新的挑戰方式，族群則以大學生為主。
自從台61線通車之後，重機車友中甚至出現15耐等極限挑戰運動。另外也有簡易版的48耐、單車版的48耐等變體。

## 危險性
由於臺灣東西岸由連綿山脈阻隔，路況複雜。且因臺灣實行東砂西運政策，時有砂石車爭道。其餘路段又多有單調筆直大道，長途路程及沿線路況皆易使機車騎士感到疲勞。在疲勞和注意力不集中時騎車不只威脅自己更會威脅其他用路人安全。美國國家公路交通安全局（NHTSA）研究顯示，接近80%的車禍和65%的差點車禍與事件前三秒駕駛不注意有關，瞌睡是不注意的主要因素之一。而英國交通部（Department for Transport）的調查顯示，疲勞是10%所有類型車禍和20%公路車禍的主要肇成因素。中華民國的《道路交通管理處罰條例 》第34條更規定連續駕駛8小時以上或患病足以影響安全駕駛者，處新臺幣一千二百元以上二千四百元以下罰鍰，並禁止其駕駛。
2007年12月8日，一名高雄應用科技大學大三學生王辰民（21歲）在讀過賴銘坤先生的遊記後，遂偕同朋友24耐環島卻不幸於台2線臺北縣金山鄉路段因體力不支打瞌睡，撞上路標後不治。死因判定為腦部重創、頸椎斷裂。此事件再次引發網路及BBS上對於24耐是否有意義的爭論。2012年，一名中華醫事大學學生（19歲）於1月17日凌晨3時與表哥開始環島，翌日上午10時發生擦撞，頭部並遭貨車輾過，到院前死亡。

## 路線
除了連接東西岸蘇花公路及南迴公路為大多數環島者所行經的路線外，在東西兩側仍有多條路線可選擇：
- 臺北－宜蘭間：繞行基隆的濱海路段（台5線、台2線）；也可經由俗稱九彎十八拐的北宜公路（台9線）或台7線。
- 宜蘭－花蓮間：除蘇花公路（台9線），尚可行經台8線中橫公路到梨山後走台7甲線（中橫宜蘭支線），但路程較長。
- 花蓮－臺東間：縱谷間的台9線或濱海的台11線
- 臺東－楓港間：除南迴公路（台9線），尚可在南迴公路的壽卡接縣道199經過縣道199甲、台26線及縣道200轉往鵝鑾鼻再北上。
- 西部－計有台1線、台3線、台17線、台61線多條平行路線。

## 外部連結
- 10年2T原廠50CC，挑戰24小時環島：成功！ （页面存档备份，存于）（賴姓男子環島感想）
- 東吳機研站RoadSafety看板關於24耐的討論
- 24小時環島記錄[永久]
- Google符合24耐的查詢結果